# Guvernementet Tjernomorski
Guvernementet Tjernomorski var ett guvernement i generalguvernementet Kaukasus i Kejsardömet Ryssland, 1896-1918.
Det var et område med en ytvidd på 7 315 km² i Transkaukasien, utgörande en smal landremsa mellan Kaukasus huvudkedja och Svarta havet, av bergen skyddad mot kalla nordanvindar, klimatiskt en av de mest gynnade delarna av Svarta havets kustområde. Invånarantal 57 710
vid folkräkningen 1897, senare väsentligt större (endast områdets huvudstad Novorossijsk hade 1913 66 130
invånare).
De branta sluttningarna av Kaukasus, vars toppar hade en höjd på 600-2 000 m., var genomdragna av djupa dalar och bära yppig vegetation. Vin-rankan växer förvildad i skogarna. Jämte jakt och fiske var jordbruk (i söder) och trädgårdsskötsel samt vin-
och tobaksodling de viktigaste näringsgrenarna.

## Källa
Den här artikeln är helt eller delvis baserad på material från Nordisk familjebok, Tjernomorskij, 1904–1926.